# Ajmal Kasab
Mohammed Ajmal Amir Kasab (en ourdou : محمد اجمل امیر قصاب), né le 13 juillet 1987 à Faridkot (Pendjab, Pakistan) et mort, pendu le 21 novembre 2012 à la prison de Yerwada à Pune (Maharashtra, Inde), est un terroriste pakistanais, membre du groupe islamiste armé Lashkar-e-Toiba, qui a participé aux attaques de novembre 2008 à Bombay qui avaient fait 179 morts. Kasab seul assaillant capturé vivant par la police, fut jugé et condamné à mort le 6 mai 2010.